# Richard Corbould
Richard Corbould (Londres, 1757-1831) est un peintre, dessinateur et graveur britannique.

## Œuvres
- Portrait de George III, gravé par B. Granger

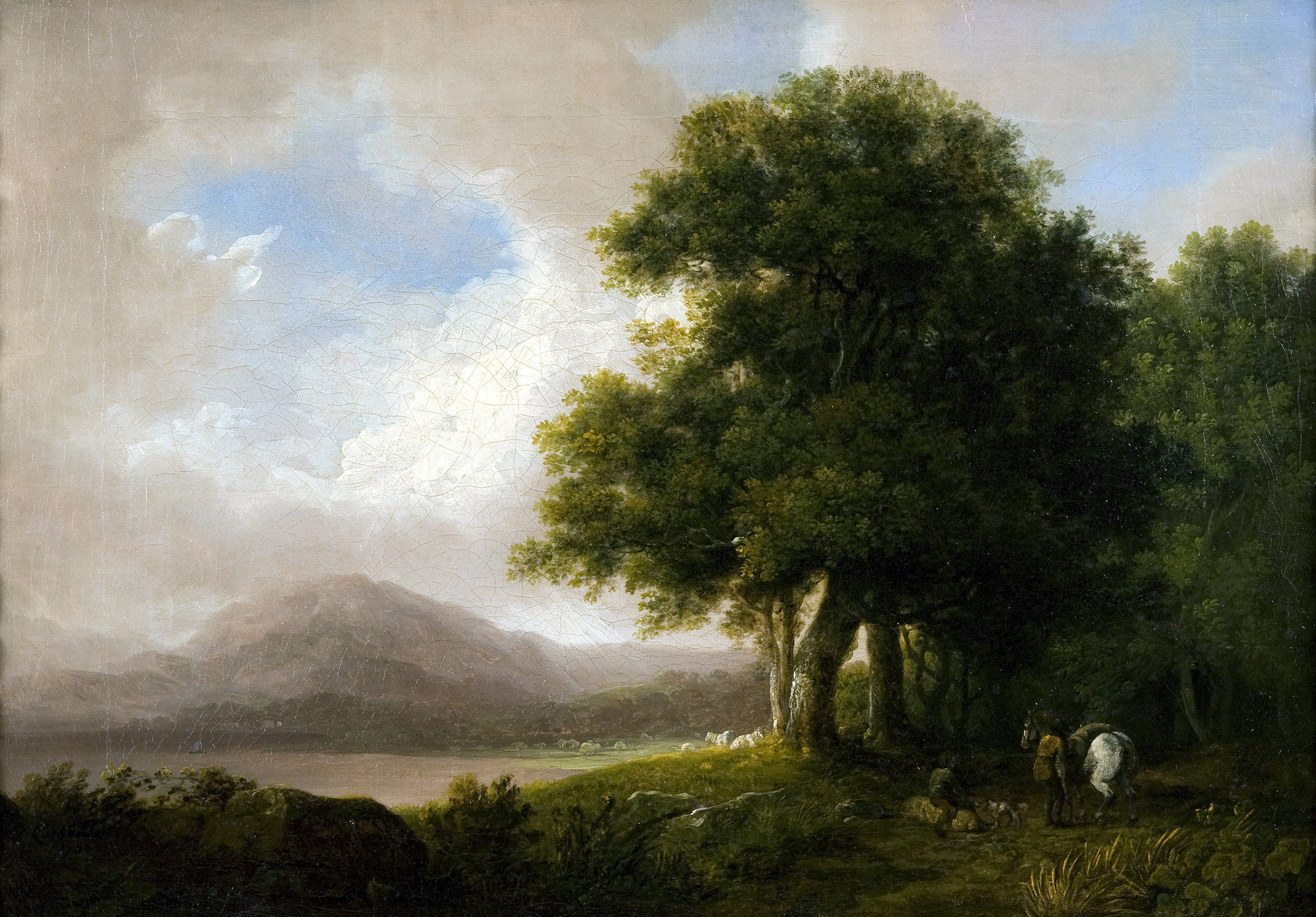
Vue de Skiddaw à Derwentwater (peinture à l'huile).
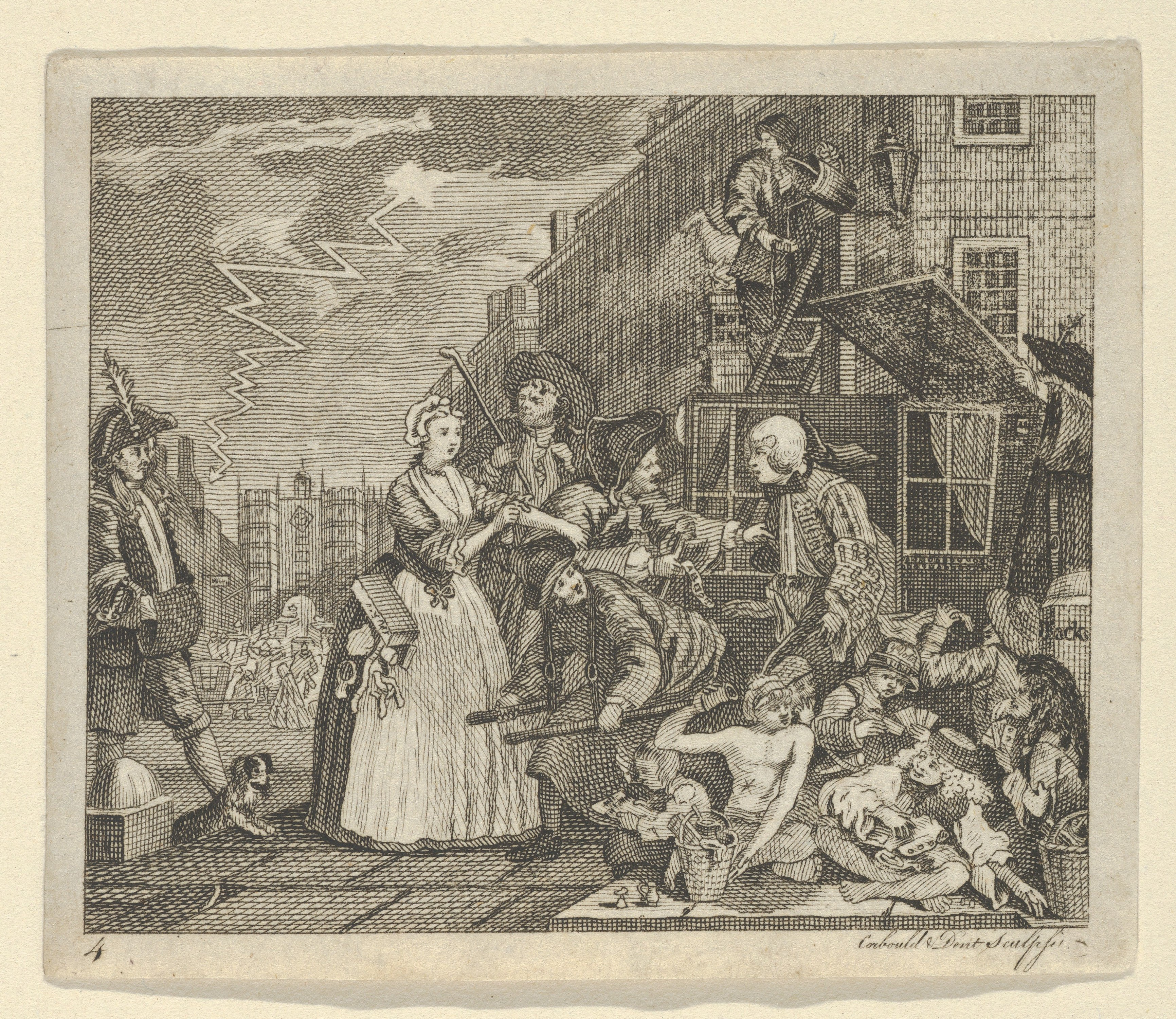
Planche 4 d'A Rake's Progress (La Carrière d'un libertin), de William Dent (d) et Richard Corbould, d'après William Hogarth, gravure).